# Nemapogon
Nemapogon är ett släkte av fjärilar som beskrevs av Franz Paula von Schrank 1802. Nemapogon ingår i familjen äkta malar.

## Bildgalleri

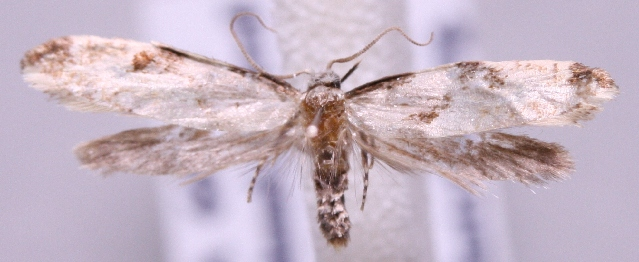
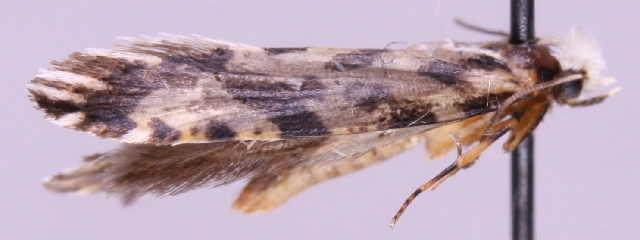
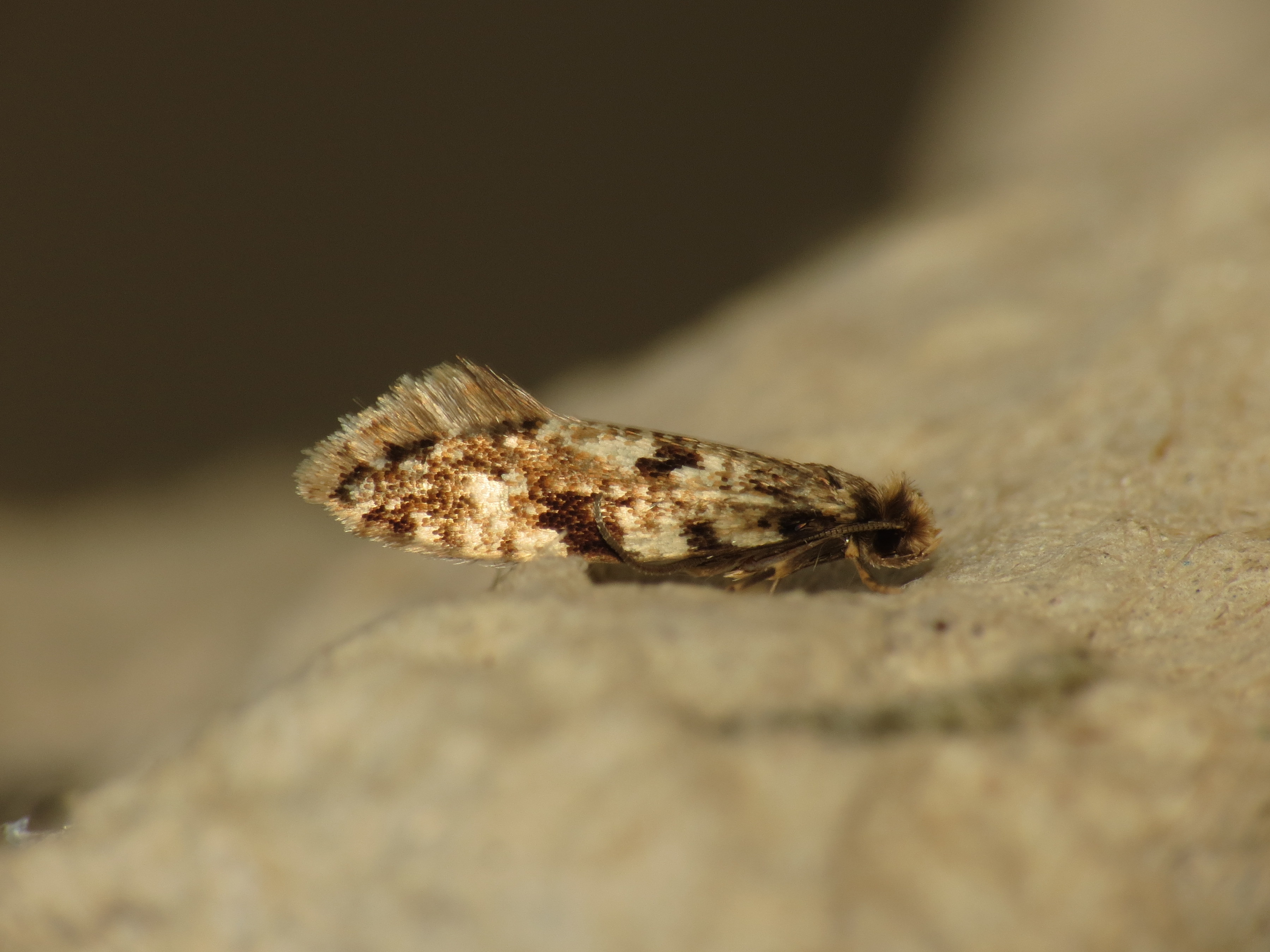
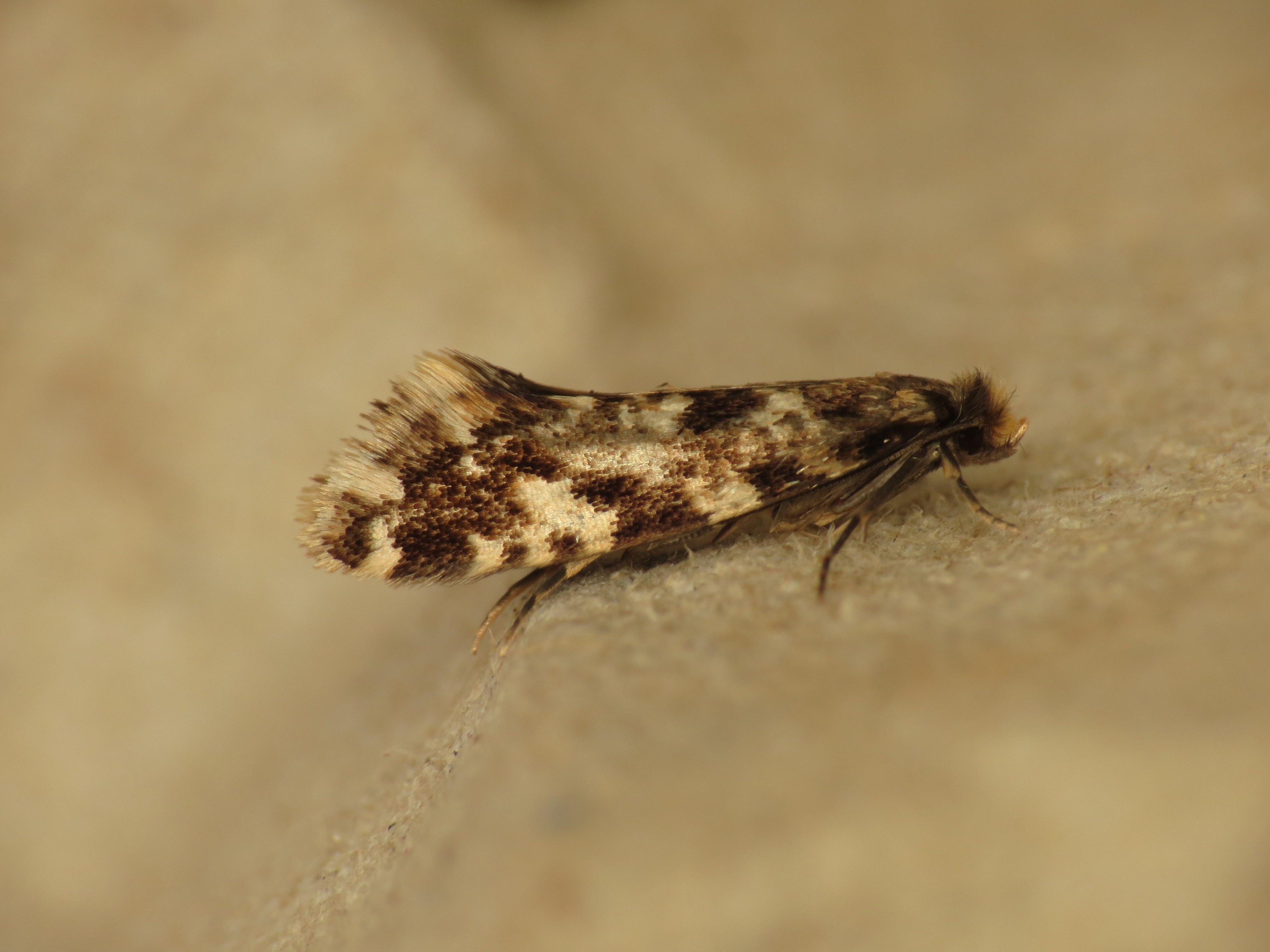
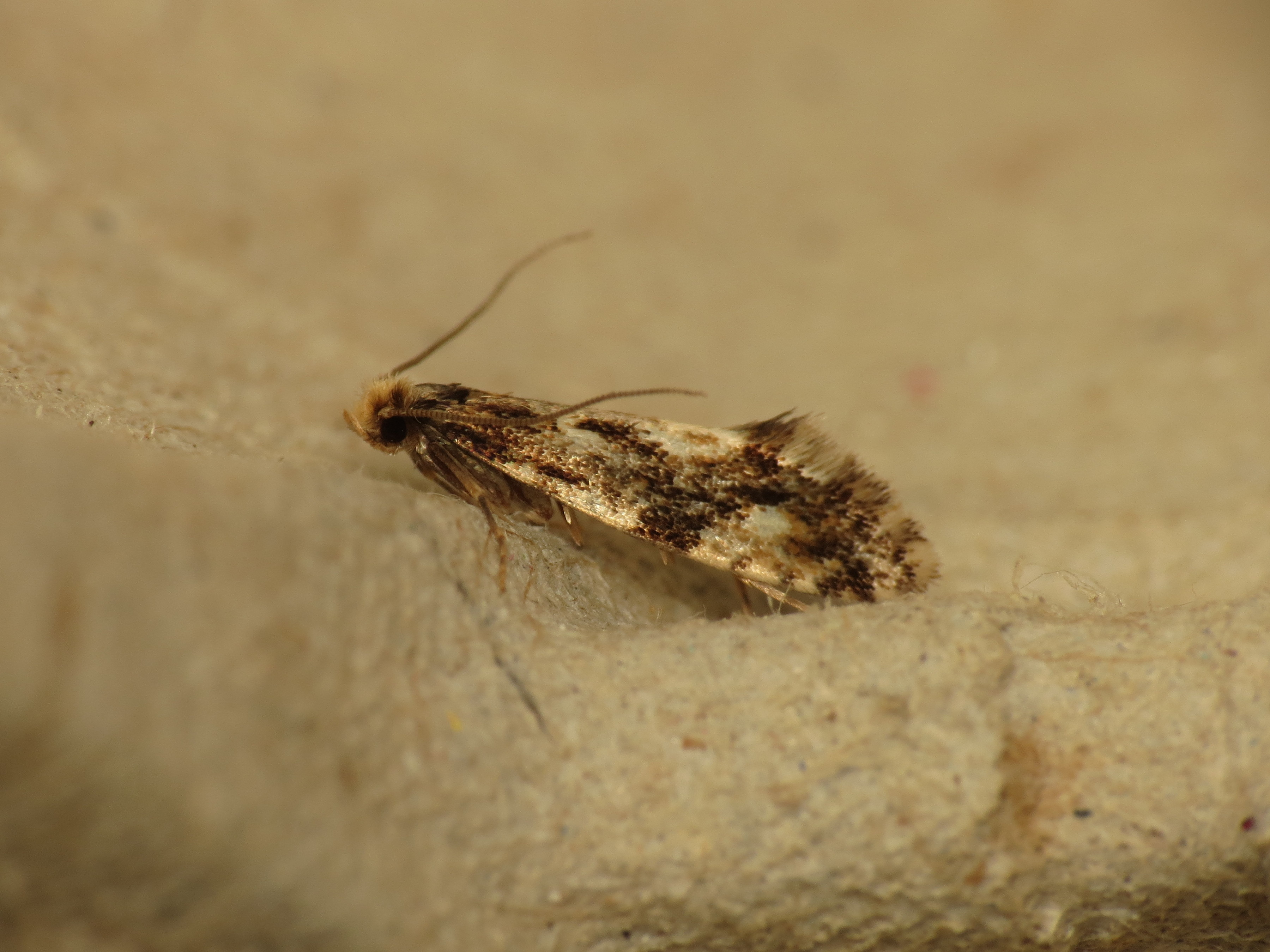
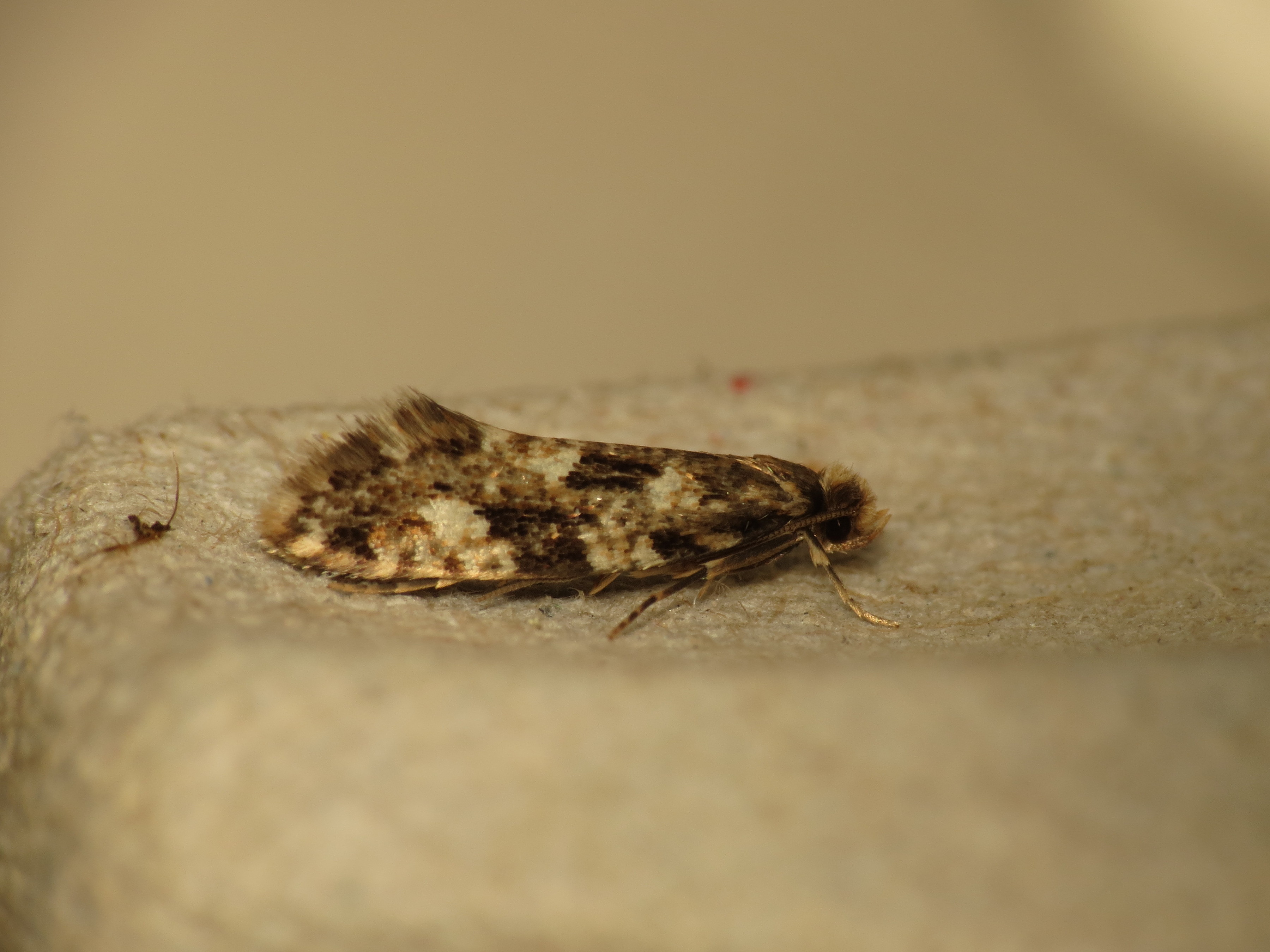

## Dottertaxa tillNemapogon, i alfabetisk ordning[1][2]
- Nemapogon acapnopennella
- Nemapogon agenjoi
- Nemapogon agnathosella
- Nemapogon alticolella
- Nemapogon anatolica
- Nemapogon angulifasciella
- Nemapogon arenbergeri
- Nemapogon asyntacta
- Nemapogon auropulvella
- Nemapogon bachmarensis
- Nemapogon barikotellus
- Nemapogon brandti
- Nemapogon caucasicus
- Nemapogon clematella
- Nemapogon clematellus
- Nemapogon cloacella
- Nemapogon cloacellus
- Nemapogon cyprica
- Nemapogon defectella
- Nemapogon defrisiensis
- Nemapogon diarthrota
- Nemapogon echinata
- Nemapogon falstriella
- Nemapogon falstriellus
- Nemapogon flavifrons
- Nemapogon fungivorella
- Nemapogon fungivorellus
- Nemapogon fuscalbella
- Nemapogon geniculatella
- Nemapogon gerasimovi
- Nemapogon gliriella
- Nemapogon gliriellus
- Nemapogon granella
- Nemapogon granellus
- Nemapogon gravosaellus
- Nemapogon hispanica
- Nemapogon hungaricus
- Nemapogon ibericus
- Nemapogon inconditella
- Nemapogon inconditellus
- Nemapogon kashmirensis
- Nemapogon kasyi
- Nemapogon koenigi
- Nemapogon lagodechiellus
- Nemapogon leechi
- Nemapogon levantinus
- Nemapogon meridionella
- Nemapogon mesoplaca
- Nemapogon molybdanella
- Nemapogon multistriatella
- Nemapogon nevadella
- Nemapogon nevellus
- Nemapogon nigralbella
- Nemapogon nigralbellus
- Nemapogon ophrionella
- Nemapogon orientalis
- Nemapogon palmella
- Nemapogon picarella
- Nemapogon picarellus
- Nemapogon quercicolella
- Nemapogon reisseri
- Nemapogon roburella
- Nemapogon robusta
- Nemapogon ruricolella
- Nemapogon sardicus
- Nemapogon scholzi
- Nemapogon signatellus
- Nemapogon somchetiella
- Nemapogon teberdellus
- Nemapogon tylodes
- Nemapogon variatella
- Nemapogon variatellus
- Nemapogon vartianae
- Nemapogon wolffiella
- Nemapogon wolffiellus